# Wolferlow
Wolferlow är en civil parish i Storbritannien.   Den ligger i grevskapet Herefordshire och riksdelen England, i den södra delen av landet, 180 km nordväst om huvudstaden London.